# Tonalamatl
Tonalamatl („Buch der guten und bösen Tage“) ist die Bezeichnung für bei Maya und Azteken in Gebrauch befindliche Wahrsagekalender. 

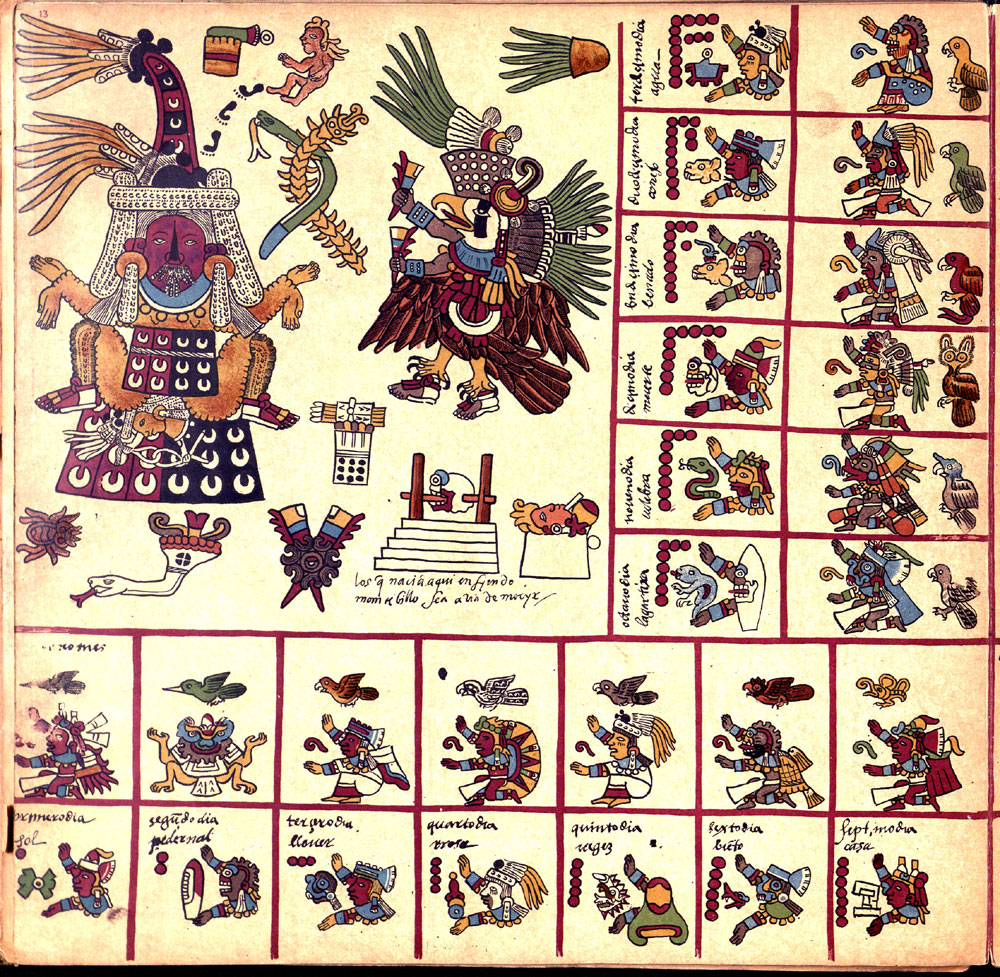
Seite 13 des Codex Borbonicus, mit der 13. trecena des Tonalpohualli. Im großen Feld die Göttin Tlazolteotl, die Cinteotl gebietrt

Die Azteken, Maya und vermutlich auch die Inka hatten ein dreigliedriges Kalendersystem. Neben Kalendern, die sich am Umlauf Erde um die Sonne (Haab) orientierten, hatten sie auch einen am Venus-Zyklus orientierten Kalender (Tzolkin). Ein Jahr dieses Kalenders umfasste 13 mal 20 Tage, wobei jeder der 20 Tage ein festes Tageszeichen hatte. Tonalamatl wurden befragt, um zu erfahren, ob die von Schicksalsmächten beherrschten Tage für bestimmte Vorhaben der Menschen günstig oder ungünstig wären. Man glaubte/hoffte, in ihnen Auskunft über Schicksalsereignisse, wie den Verlauf von Krankheiten, Schwangerschaften, Geburten, und dergleichen zu bekommen.

## Erhaltene Beispiele
- Codex Borbonicus, Tonalamatl, aztekische Handschrift
- Codex Borgia, Ritualhandschrift aus dem Raum von Cholula
- Codex Dresdensis, Maya-Handschrift